# Bouzon-Gellenave
Bouzon-Gellenave é uma comuna francesa na região administrativa de Occitânia, no departamento de Gers. Estende-se por uma área de 10,29 km². Em 2010 a comuna tinha 193 habitantes (densidade: 18,8 hab./km²).